# Chaluo
Chaluo (kinesiska: 茶洛, 茶洛乡) är en socken i Kina. Den ligger i provinsen Sichuan, i den sydvästra delen av landet, omkring 450 kilometer väster om provinshuvudstaden Chengdu. Antalet invånare är 1319. Befolkningen består av 684 kvinnor och 635 män. Barn under 15 år utgör 25,0 %, vuxna 15-64 år 69 %, och äldre över 65 år 4,0 %.
Genomsnittlig årsnederbörd är 685 millimeter. Den regnigaste månaden är juli, med i genomsnitt 159 mm nederbörd, och den torraste är november, med 1 mm nederbörd.